# Штеффен Вайнгольд
Штеффен Вайнгольд (нім. Steffen Weinhold, нар. 19 липня 1986, Фюрт, Німеччина) — німецький гандболіст, бронзовий призер Олімпійських ігор 2016 року, чемпіон Європи.

## Виступи на Олімпіадах
| Олімпіада           | Дисципліна | Місце |
| ------------------- | ---------- | ----- |
| Ріо-де-Жанейро 2016 | гандбол    | 3     |

## Зовнішні посилання
- Штеффен Вайнгольд — олімпійська статистика на сайті Sports-Reference.com (англ.) (архівна версія)